# 블로커스
《블로커스》(영어: Blockers)는 2018년 개봉한 미국의 섹스 코미디 영화이다. 케이 캐넌의 감독 데뷔작이다.

## 출연
- 레슬리 맨
- 존 시나
- 아이크 배린홀츠
- 캐스린 뉴턴
- 제럴딘 비스워나선
- 기디언 애들론
- 그레이엄 필립스
- 마일스 로빈스
- 콜턴 던
- 게리 콜
- 지나 거숀
- 준 다이앤 레이필
- 해니벌 버리스
- 제이크 피킹
- 로다 그리피스